# Superhond 2007
Superhond 2007 was een televisieprogramma op de Vlaamse televisiezender VTM dat sinds 26 februari 2007 werd uitgezonden.

## Programmaverloop
In dit televisieprogramma gaat Dina Tersago op zoek naar een hond met uitstraling, talent en een stergehalte die hoort bij 2007. Voor dit televisieprogramma hebben 800 baasjes en honden zich ingeschreven.
De honden en hun baasjes verbleven een maand in hun trainingsoord, een vierkantshoeve in Kleine-Brogel. In elke aflevering is er een proef, die wordt beoordeeld door de jury. De twee kandidaten die door de jury het "slechtst" beoordeeld worden, kunnen naar huis gestuurd worden. Wie van de twee kandidaten naar huis moet, wordt bepaald door de overige kandidaten. De winnaars van Superhond 2007 werden uiteindelijk Heidi en haar hond Max, een Engelse buldog.
Er is er ook een tweede seizoen geweest onder de naam Superhond 2008.

## Deelnemers
- Laurence en Florentina (chihuahua)
- Björn en Tatu (jackrussellterriër)
- Anne-Marie en Starky (Chinese gekuifde naakthond)
- Christophe en Gaultier (Vlaamse koehond)
- Gitta en Harley (dwergkeeshond)
- Heidi en Max (Engelse buldog)
- Annelies en Taxi (kruising)
- Geert en Dixie (bordercollie)
- Martina en Orcha (Weimarse staande hond)
- Piet en Cobra (beauceron)

## Jury
- Jaak Pijpen, hoofdredacteur van het hondenweekblad Woef
- Karen Ilegems, ontwerpster van hondenkleding
- An Wesenbeek, hondengedragsbegeleidster

2007 ·
2008